# دورسون‌بی
دورسون‌بیگ (به ترکی استانبولی: Dursunbey) شهری است در کشور ترکیه که در استان بالیکسیر واقع شده‌است. جمعیت این شهر بر اساس سرشماری سال ۲۰۰۸ میلادی ۱۷٬۳۶۴ نفر و بر اساس برآوردهای سال ۲۰۰۹ میلادی ۱۷٬۰۲۷ نفر می‌باشد.